# Saint-Cricq-Villeneuve
Saint-Cricq-Villeneuve ist eine französische Gemeinde mit 464 Einwohnern (Stand 1. Januar 2022) im Département Landes in der Region Nouvelle-Aquitaine (vor 2016: Aquitanien). Die Gemeinde gehört zum Arrondissement Mont-de-Marsan und zum Kanton Adour Armagnac.

## Toponymie
Der Name Saint Cricq stammt vom Namen des heiligen Quiricus ab, der als Dreijähriger in Tarsos, dem heutigen Tarsus zusammen mit seiner Mutter Julitta während der Christenverfolgung unter dem römischen Kaiser Diokletian den Märtyrertod erlitt. Der Name in der gascognischen Sprache lautet Sent Cric.
Die Einwohner werden Saint-Cricquois und Saint-Cricquoises genannt.

## Geographie
Saint-Cricq-Villeneuve liegt ca. 15 km östlich von Mont-de-Marsan im Landstrich Pays de Marsan der historischen Provinz Gascogne.
Umgeben wird Saint-Cricq-Villeneuve von den Nachbargemeinden:
| Gaillères | Sainte-Foy                                  |                      |
| Bougue    | Kompassrose, die auf Nachbargemeinden zeigt | Villeneuve-de-Marsan |
|           | Pujo-le-Plan                                |                      |

Saint-Cricq-Villeneuve liegt im Einzugsgebiet des Flusses Adour.
Die Midouze, ein Nebenfluss des Adour, wird vor dem Zusammenfluss mit der Douze hier auch Midou genannt. Sie bewässert das Gebiet der Gemeinde ebenso wie ihre Nebenflüsse, der Ruisseau du Moulin Neuf und der Ruisseau du Penin.
Zwei Drittel des Gemeindegebiets ist bewaldet, der Rest ist Ackerland.

## Geschichte
Es gibt Spuren von menschlicher Präsenz aus prähistorischen Zeiten entlang der Midouze. Auf dem Gebiet der Gemeinde, in der Nähe des Bauernhofs Milhomis, wurde ein großer Faustkeil gefunden. Nicht weit von hier, im Weiler Menjuin hinter dem Steinbruch, wurden auch Faustkeile als Werkzeuge, Feuersteinklingen und Kerne gefunden, die aus der Epoche des Moustérien stammen, als während des europäischen Mittelpaläolithikums Neandertaler und Homo sapiens in Europa miteinander in Berührung kamen. Aufgrund der Beschaffenheit des Bodens konnten jedoch kaum weitere Artefakte aus diesen Epochen gefunden werden.
Im Jahre 56 v. Chr. eroberte Publius Licinius Crassus, ein Heerführer Gaius Iulius Caesars, Aquitanien in zwei Schlachten, wobei die letzte unweit von Saint-Cricq stattgefunden haben könnte.

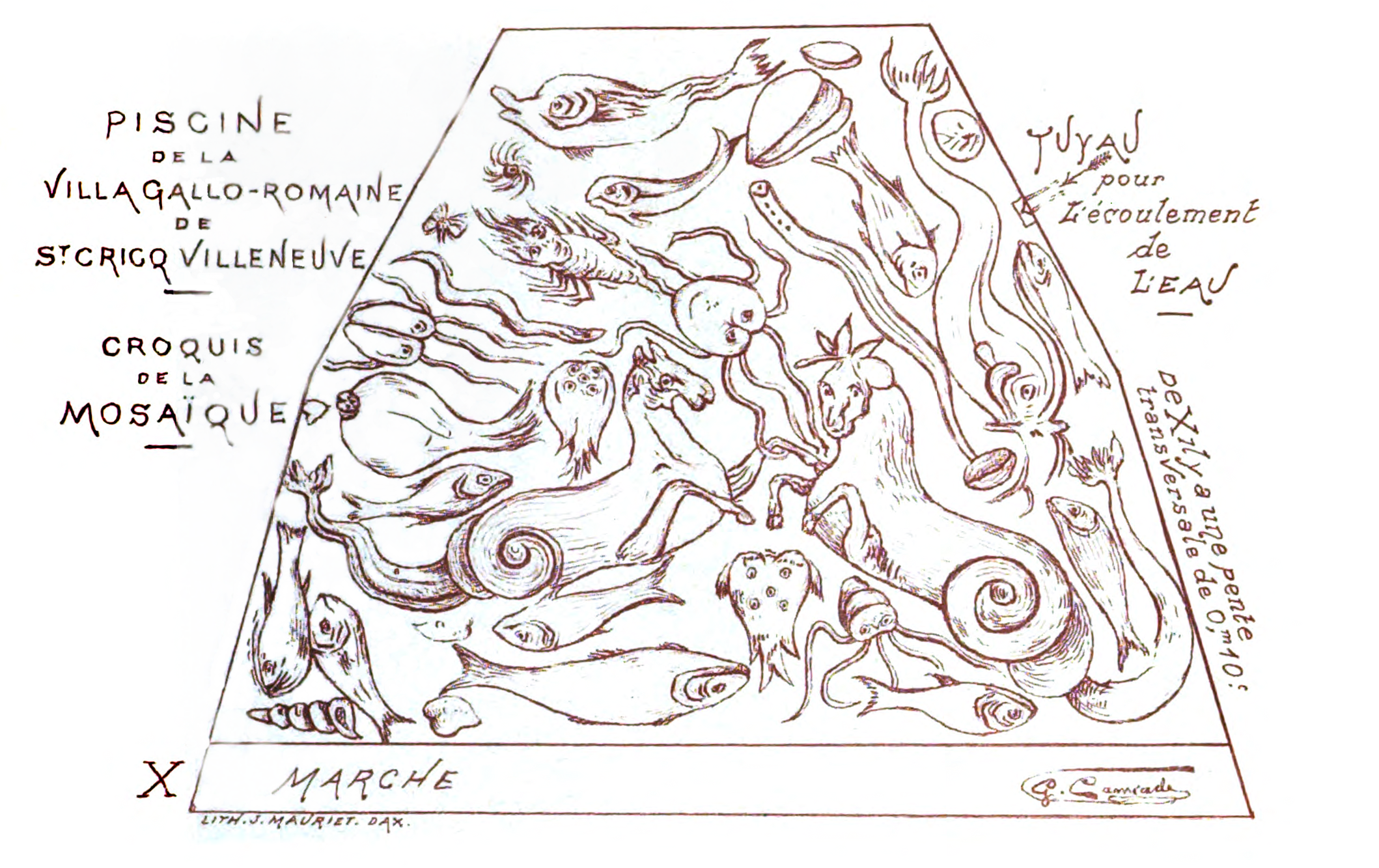
Zeichnung des Mosaiks auf dem Boden des Schwimmbeckens

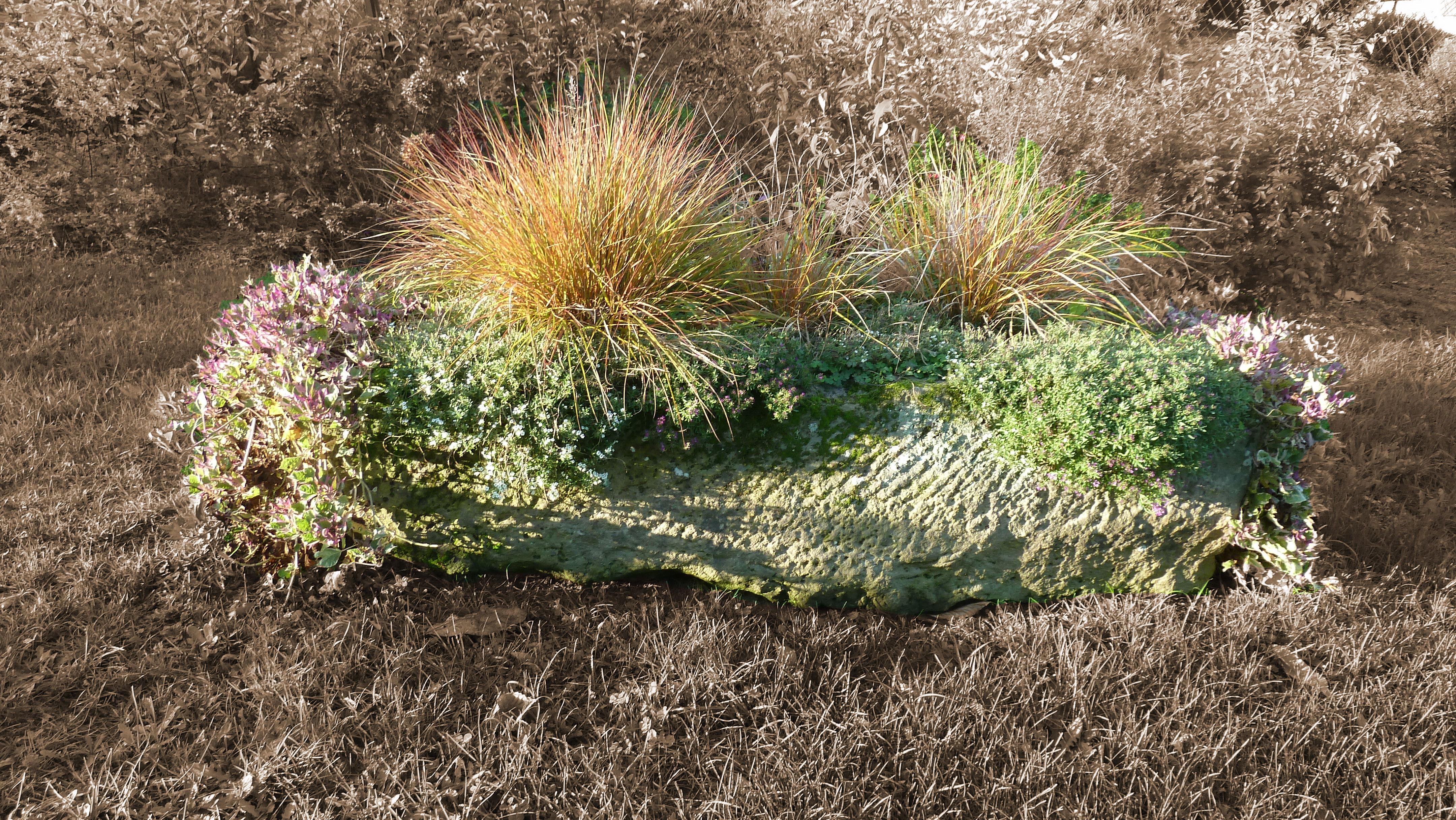
Westgotischer Sarkophag

Im Jahre 1868 sind Reste einer gallorömischen Villa nahe dem Zentrum der Gemeinde vom Besitzer des Grundstücks eher zufällig gefunden worden. In der Nachbarschaft befand sich gegebenenfalls eine militärische Einrichtung in jener Zeit. Die Villa wurde vermutlich im 4. Jahrhundert auf dem linken Ufer der Midou errichtet und im 8. Jahrhundert endgültig zerstört. Das Landgut erstreckte sich insgesamt auf einer Fläche von 6.000 m². Es bestand aus mehreren Zimmern und Galerien rund um einen Innenhof, der sich von West nach Ost erstreckte. Unterhalb befand sich ein kleines Nebengebäude, in dem Thermen untergebracht waren. Neben den verschiedenen gefundenen Relikten wie Fliesen, Leisten, Wandverkleidungen, Stücke von weißen Marmorsäulen, Flach- und Hohlziegeln, Glas- und Keramikscherben sind es Mosaiken, die den Reichtum des damaligen Besitzers belegen. Ein Mosaik stellt Dionysos dar, bekrönt mit Weinranken, die Beine gekreuzt, in seiner Hand einen Thyrsos, der mit Trauben und Weinblättern verziert ist. Ein anderes Mosaik befand sich auf dem Boden eines Schwimmbeckens und zeigt ein Dekor aus Meeresfauna u. a. mit Delfinen, Aalen, Muränen und Kraken, in der Mitte ein Pferd und ein Stier. Auf einem dritten erscheint ein Tiger, eine Ziege und der Kopf eines Kindes. Ein weiteres ist verziert mit Mäandern und Flechtbändern mit einem griechischen Kreuz. Bei den ersten Ausgrabungen von 1868 wurde erkannt, dass bestimmte Mosaiken leicht beschädigt waren, vermutlich von den Westgoten, die von 418 bis 507 in der Region regierten. Diese praktizierten den Arianismus und waren prüder als die gallorömischen Bewohner. Die Villa dürfte eine Zeit lang von diesen bewohnt sein, denn sie wurde in der Topografie des Westgoten Eladabald erwähnt. Ein Sarkophag, der auf dem Gebiet der Gemeinde gefunden wurde, belegt die Präsenz der Westgoten im heutigen Saint-Cricq-Villeneuve. Die Zerstörung der Villa im 8. Jahrhundert könnte den Angriffen der Vasconen, der Mauren oder aber der Normannen geschuldet sein, die zu dieser Zeit in die Region eingefallen sind. Eine Grabung im Jahre 1976 führte zur Entdeckung von Spuren einer Pflasterung, eines vielfarbigen Mosaiks und zur Lokalisierung der Thermen. Jedoch sind heute keine der Mosaiken mehr vorhanden, die im 19. Jahrhundert beschrieben wurden. Sie wurden geplündert oder verstreut.
Die Pfarrgemeinde Saint Cricq bildete sich im 6. Jahrhundert, in dem die Westgoten durch die Franken und diese nicht viel später durch die Vasconen verdrängt wurden. Sie entwickelte sich aus der Villa und ihren ausgedehntem Gebiet, das sich rund um das 9. Jahrhundert in weitere Gemeinden zerteilte, aus denen die heutigen Nachbargemeinden Bougue und Sainte-Foy hervorgingen. Im Mittelalter haben sich auf dem Gebiet der Pfarrgemeinde zwei Seigneurien gebildet, die von Maureilhan und die von Agos, die zuweilen vom gleichen Grundherren geführt wurden. Agos ist ein Weiler westlich des Zentrums von Saint-Cricq-Villeneuve, der im Ancien Régime zu Saint Cricq gehörte. Die Seigneurie von Agos wurde in den Schriften im Jahre 1279 erstmals erwähnt, als Arnaud–Loup de la Broquère, Seigneur von Agos, zum Gericht vorgeladen wurde, wo er unter anderem Soldaten an den Vicomte von Marsan abstellen musste. Nach der Französischen Revolution war Agos zunächst eine unabhängige Gemeinde und wurde 1819 in Bougue eingemeindet.
Maureilhan ist hingegen heute noch ein Ortsteil von Saint-Cricq-Villeneuve. Die Seigneurie bestand u. a. aus einem Adelshaus, einer Mühle und Weinbergen. Der Name Maureilhan stammt entweder vom Namen des römischen Kaisers Mark Aurel oder aber von den Mauren ab, die zeitweise in der Region verweilten. Im 13. Jahrhundert wurde eine Volkszählung der Seigneurie in Verwaltungsakten erwähnt, die für den englischen König bestimmt waren.
Weitere Ereignisse:
- Um 1480 besaß Lubat d’Aydié, Herr von Ognoas, Arthez und Eyres, ein Lehen in Maureilhan, das er zusammen mit anderen Ländereien an den Kaufmann Dartigoa aus Mont-de-Marsan verkaufte.
- Am 8. Juni 1495 kaufte Jean d’Aydié, Seigneur von Ognoas, das Lehen für 13 Écu zurück.
- Im Jahr 1508 wird Agnette de Pomiès, Dame von Maureillhan, auf einem Vertrag über ihre Rechte auf die Einnahmen der Seigneurie von Rimblès erwähnt.
- 1538 inventarisierte François de Pomiès, der Seigneur von Rimblès, „sein Adelshaus von Maureilhan mit Mühle, Hügel, Weinberg, Obstgarten“.
- Am 14. November 1695 verkaufte Jean-Marie de Bartheau, Seigneur von Maureilhan, die Herrschaft an Jean Cassaigne, Seigneur von Bresquedieu.
- Auf einer notariellen Urkunde aus dem Jahr 1712 wird Jacques de Laminsans, Seigneur von Agos von Maureilhan und Breuilhet, erwähnt.
- Eine Notiz aus dem Archiv von Pau aus dem Jahre 1728 berichtet, dass Pierre de Cassaigne, Seigneur von Bresquedieu, der einzige direkte Seigneur von Maureilhan ist.
- Im Jahre 1732 inventarisierte Jean de la Croix, Herr von Ravignan, sein Haus und seine Mühle von Maureilhan.
- Im Jahr 1746 ist André de Cassaigne der Seigneur von Maureilhan.
- Im Jahr 1772 ist Pierre de Cassaigne, Seigneur von Maureilhan und Bresquedieu, Kommandant des Regiments der Provence. Seine Schwester ist Marthe Cassaigne Maureilhan, Dame von Bresquedieu.[2]

Auf dem Gebiet der ehemaligen Pfarrgemeinde befand sich eine Komturei des Malteserordens mit Namen Saint-Jean d’Angenès. Ein Hospital und eine Kapelle ergänzten die Ordensniederlassung. Ihre Errichtung geht mindestens bis in das 13. Jahrhundert zurück. Sie unterstand der Commanderie d’Argentens in Nérac im heutigen Département Lot-et-Garonne, bevor sie 1780 der Komturei von Casteljaloux angegliedert wurde. Die Kapelle wurde in den Hugenottenkriegen im 16. Jahrhundert zerstört. Im Kirchenregister von 1749 gab es eine der letzten Erwähnungen der Komturei und ergibt einen Hinweis auf ihren Standort an der Grenze zur heutigen östlichen Nachbargemeinde Villeneuve-de-Marsan namens „Brousté“. Eine eisenhaltige Quelle wurde dort gefunden, die aufgrund der heilsamen Wirkung ihres Wassers aufgesucht wurde. Heute existiert an der Stelle noch ein massives Gebäude aus Ziegelsteinen und zugemauerten Arkaden. Während der Französischen Revolution wurde es als Nationalgut verkauft. Im 20. Jahrhundert diente es als Kurstätte, heute ist es ein Wohngebäude.

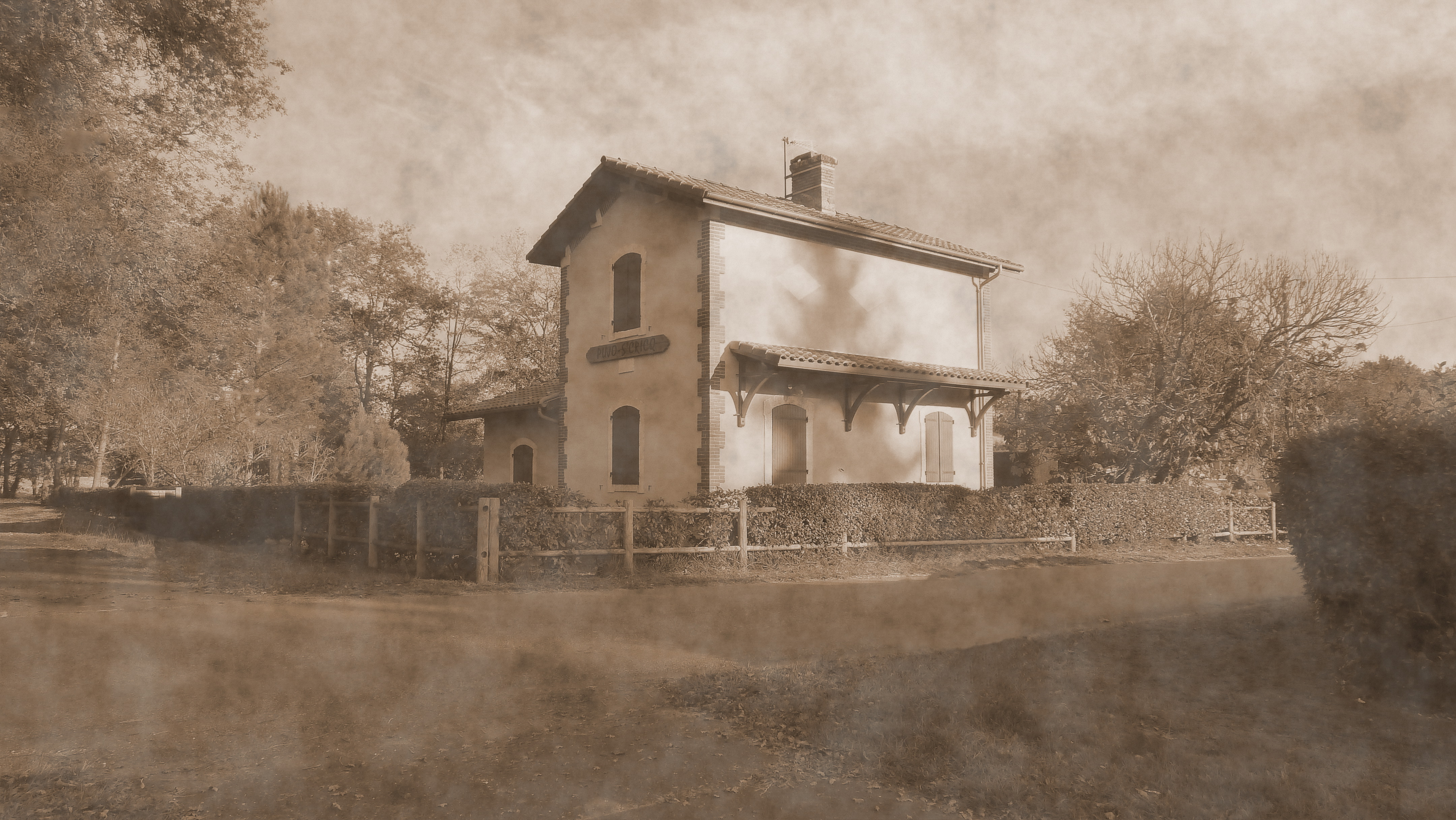
Ehemaliges Bahnhofsgebäude

Saint-Cricq-Villeneuve besaß einen Haltepunkt an der Eisenbahnlinie der Compagnie des voies ferrées des Landes, die Mont-de-Marsan mit Nérac verband. Das letzte Teilstück von Mont-de-Marsan nach Mézin wurde am 12. Dezember 1897 eröffnet. Aufgrund fehlender Wirtschaftlichkeit wurde 1938 der Personenverkehr auf der nicht elektrifizierten, einspurigen Strecke eingestellt, im Jahre 1969 schließlich auch der Güterverkehr. Nachdem die Schienen entfernt worden waren, dient die Trasse heute als Radweg unter dem Namen Voie verte de Marsan et de l’Armagnac.
Im 19. Jahrhundert hatte die Gemeinde eine rege Wirtschaft. Es gab drei Ziegeleien, zwei Müller, einen Gemischtwarenhändler und einen Schmied.

### Einwohnerentwicklung
Nach Beginn der Aufzeichnungen stieg die Einwohnerzahl bis zur Mitte des 19. Jahrhunderts auf einen Höchststand von rund 785. In der Folgezeit sank die Einwohnerzahl bei kurzen Erholungsphasen bis zu den 1960er Jahren auf rund 315 Einwohner, bevor eine robuste Wachstumsphase einsetzte, die heute noch anhält.
| Jahr      | 1962 | 1968 | 1975 | 1982 | 1990 | 1999 | 2006 | 2010 | 2022 |
| --------- | ---- | ---- | ---- | ---- | ---- | ---- | ---- | ---- | ---- |
| Einwohner | 314  | 288  | 290  | 313  | 365  | 406  | 417  | 437  | 464  |

## Sehenswürdigkeiten

### PfarrkircheSaint-Cyr

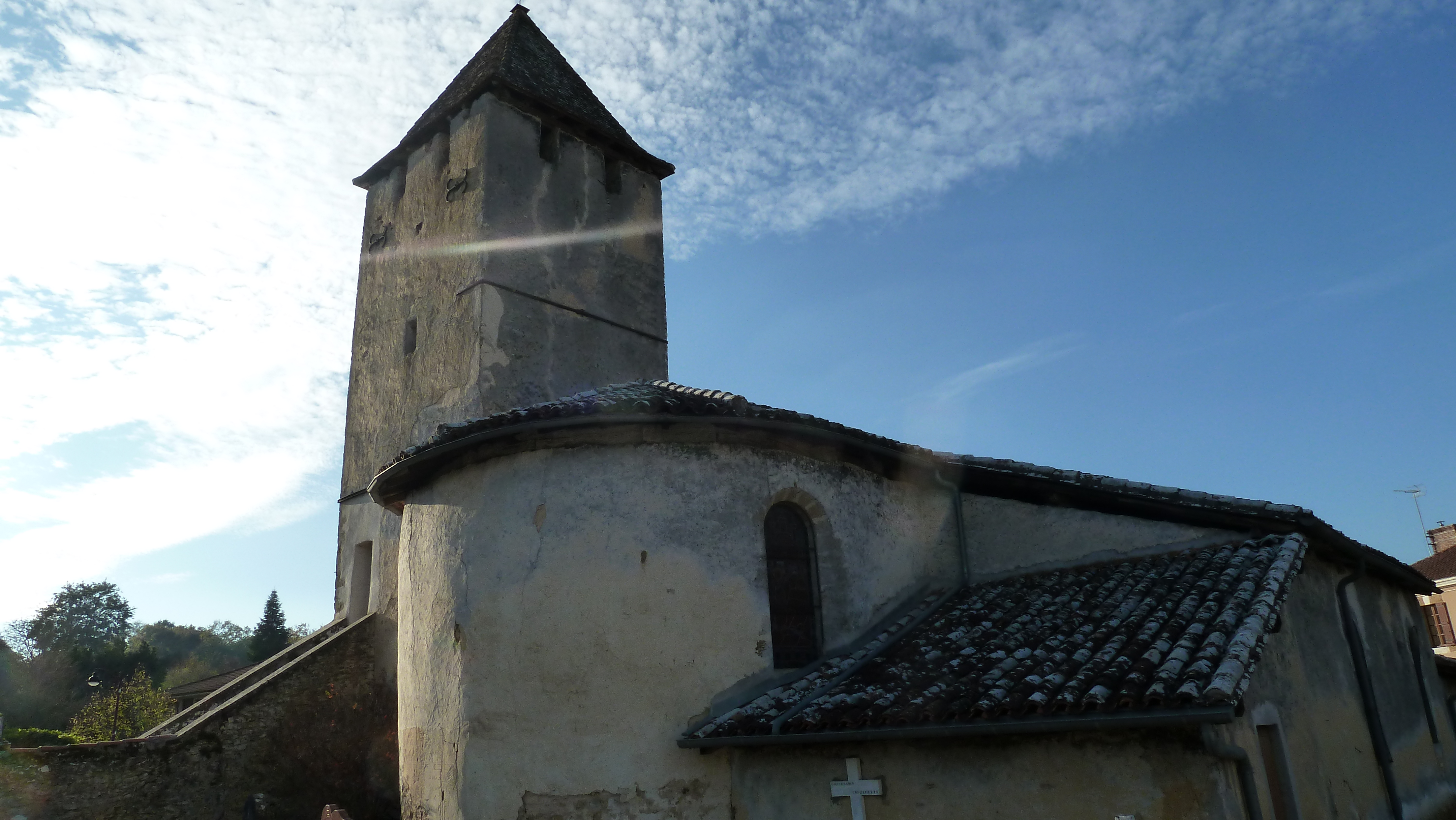
Pfarrkirche, vom Friedhof gesehen

Die romanische Kirche wurde im 11. Jahrhundert errichtet, auch mithilfe von Baumaterialien wie Bruchstein aus Muschelkalksandstein, die von der ehemaligen Villa stammten. Sie ist dem heiligen Quiricus geweiht, dem Heiligen, der den Namen der Stadt verliehen hat. Der Name Saint-Cyr ist lediglich eine andere Schreibweise. Der massive Glockenturm ist im gleichen Jahrhundert erbaut. Im 14. Jahrhundert wurde sein oberer Teil mit Zinnen und einem Wehrgang armiert. Die Kirche diente fortan nicht nur als Gotteshaus, sondern auch als Zufluchtsort für die Bewohner bei feindlichen Angriffen, insbesondere während des Hundertjährigen Kriegs. Der Turm ist bekrönt mit einem Zeltdach aus Schiefer. Im 17. Jahrhundert wurde das Langhaus um ein nördliches Seitenschiff vergrößert, im 19. Jahrhundert um ein südliches. Sie werden vom Hauptschiff durch zwei Arkaden abgetrennt, die auf Pfeiler aus Sandstein ruhen. Im gleichen Jahrhundert ist eine Treppe für den Zugang zum ersten Geschoss am Turm entstanden. Im Westen ist ebenfalls im 19. Jahrhundert eine Vorhalle aus Muschelkalksandstein mit rundbogenförmigen Öffnungen errichtet worden. Sie birgt ein einfaches Eingangsportal aus dem 16. Jahrhundert. Die romanische, halbrunde Apsis befindet sich nordwestlich des Glockenturms.

## Wirtschaft und Infrastruktur
Die Landwirtschaft spielt heutzutage nur noch eine untergeordnete Rolle in der Wirtschaft der Gemeinde, die sich zu einem wachsenden Wohnort entwickelte.

### Bildung
Die Gemeinde verfügt über eine öffentliche Grundschule mit 37 Schülerinnen und Schülern im Schuljahr 2018/2019.

### Verkehr
Die Route départementale 1 realisiert eine Verbindung mit Mont-de-Marsan im Westen und mit Villeneuve-de-Marsan im Osten. Saint-Cricq-Villeneuve ist ferner erreichbar über die Route départementale 396.
Die Autoroute A65, genannt Autoroute de Gascogne, durchquert das Gemeindegebiet, allerdings ohne direkte Ausfahrt zum Ort. Die nächste Ausfahrt 4 ist ca. 10 km vom Zentrum von Saint-Cricq-Villeneuve entfernt.

## Persönlichkeiten
- Jean-Marie d’Huron (auch Duron), geboren am 11. März 1719 in Saint-Cricq-Villeneuve, war Soldat in den Regimentern und in der Flotte des französischen Königs Ludwig XV.
- Arnaud Labée, geboren 1739 in Saint-Cricq-Villeneuve, entstammte einer armen Familie. Er wurde Priester und am 8. April 1794 in Tartas durch eine Guillotine hingerichtet.
- Jean Candeau (1762–1836), geboren in Saint-Cricq-Villeneuve, war Soldat während der Revolution und dem Ersten Kaiserreichs.
- Georges Matthieu Destenave, geboren am 17. Mai 1854 in Saint-Cricq-Villeneuve, gestorben am 23. Dezember 1928 in Toulon, war ein französischer Militärangehöriger und Afrikaforscher.
- Anne Labadie, geboren in Saint-Cricq-Villeneuve im Jahre 1864, war Grundschullehrerin und Mutter der späteren Opernsängerin Fanny Malnory-Marseillac.